# 宇宙の白鳥
『宇宙の白鳥』（うちゅうのスワン）は、山本ルンルンによる日本の漫画。フルカラーで描かれている。

## 概要
いわゆる「学園漫画」にSF的要素を加味した作品。物語の舞台は、同作者の作品にたびたび登場する「シトラス公国」に近い雰囲気を持っているが、登場人物の大半の名前が日本人名など、日本とシトラス公国を折衷したような世界観で作られている。
朝日小学生新聞において2006年1月から2009年まで不定期連載された。単行本はポプラ社より3巻まで発売されている。単行本未収録のエピソードが多数残っているが、4巻以降の発売は発表されていない。
フランス語版では『cosmic girlz』のタイトルで、最終話まで収録した全6巻が発売されている。

## あらすじ
コスモス学院の初等部に通う、成績優秀でおしゃれな学級委員長の星野コロナは、ある日、同じクラスの変わり者月島ランに、テレビドラマ「宇宙（スペース）パトロール隊」のスペース・レシーバーを渡された。フィクションだったはずの宇宙パトロール隊が実は実在しており、コロナはパトロール隊員訓練生と学校の二重生活を送ることになってしまう。

## 主な登場人物
星野コロナ（ほしの コロナ）
本作品の主人公。小学6年生の女の子で学級委員長（後に児童会長もつとめる）。学業やスポーツも万能なことに加え、がんばり屋で責任感が強く、何かと周囲から頼られる存在だが、そのせいでしばしば気苦労することも。少し頑固な所がある。訓練生でのペアを組まされたランのぐうたらぶりに呆れたコロナは、成績トップを目指すため任務に日々奮闘することになった。スタントマンの父親と弟のスバルは宇宙パトロール隊の大ファン。母親は翻訳家兼主婦。
月島ラン（つきしま ラン）
コロナのクラスメイトの女の子で、コロナと共に宇宙パトロール隊で活動している。スワンボートは最初は彼女が運転していたが、今はコロナに任せ助手席でお菓子を食べている。筋金入りの宇宙パトロール隊おたくで、パトロール隊ファンクラブの会員番号1番の会員証が彼女の宝物。コロナとは対照的に、普段は非常にマイペースでボンヤリしているが、宇宙パトロール隊のことになると人が変わったように行動的になる（ただし隊員としての活動ではなく、グッズの収集などに関してのみである）。運動は苦手のようだがバランス感覚は良い。
教官（きょうかん）
オモラ星人。水色の熊のぬいぐるみのような外見。しかし本人はクマ呼ばわりされると怒る。パトロール隊の訓練生扱いであるコロナたちの教官を務めている。「＊∴∞◎※ヲ"ΦёΩ∮」という名前があるのだが、地球人では聞き取れないし発音もできない。間が抜けた性格で、いつも仕事中にゲームばかりしている。一応妻子持ちだが、長男は一人っ子で甘やかし放題。銀河系の果てにある地球支部にとばされ、遠距離通勤になり、なかなか家族との時間が取れないのが悩み。
日向（ひなた）
コロナのクラスメイトで副委員長。読書好きのおだやかな男の子で結構モテる。コロナにとって少し気になる存在。ランとは読書仲間。
霧夜（きりや）
コロナたちの先輩で中等部3年生の少年。ハンサムで、女の子たちの憧れの的。中等部で生徒会長を務めているほか、宇宙パトロール隊でも、ホワイトという少年とペアで訓練生の活動を行っている。入隊早々トップの成績を取るほど優秀だが、自他共に厳しい性格のために、人によっては嫌味な印象を与えることもある。
かすみ、虹子（にじこ）
コロナのクラスメイトで、彼女と仲の良い女の子たち。
朝霞（あさか）、霜川（しもかわ）
コロナのクラスの悪ガキ2人組。いつもコロナの悩みの種。
ベガ、ルナ
訓練生の美少女ペア。ともにミーハーで調子のいい性格。成績はコロナ・ランのペアと一緒に、最下位をうろついている。スワンボートは2人独特のセンスで飾られている。かなり派手である。スワンボートの改造は任務の度減点されるのだが、コロナたちよりは成績は良い。
ベッケンバウアー
一度だけ代理でコロナたちを担当した教官。2人が今まで受けてきた扱いとは大違いの厳しさでしごいたが、訓練生の教育は普通はこれぐらいが当たり前なのだと、後でコロナはランから聞かされる。
ぼくちゃん
教官の一人息子。オモラ星人は子供のほうが大きいので教官より一回り大きい。甘やかされて育ったせいか、非常にわがままで甘えん坊。初めてコロナと会ったときは憎まれ口ばかり叩いていたが、後に2人は大の仲良しになる。「わがままで泣き虫」という理由で幼稚園で嫌われていたが、遠足の時に勇気がある、ということを認めてもらってからは人気者のようである。

## 宇宙パトロール隊
宇宙の平和と秩序を守るため、日々活動している組織。コロナたちはパトロール隊の地球支部に所属している。
劇中劇の子供向けSFテレビドラマ「宇宙パトロール隊」が実は実在していた、という設定が物語の発端となっている。ドラマはパトロール隊の広報部が製作しており、出演している隊員や宇宙人たちも全て「本物」が演じている。10年近く地球で放映しているが、あまり人気が無い。
隊員用の小型宇宙船であるパトロールボートは、白鳥の形（観光地などの池にある「スワンボート」を思わせる外見）をしており、本作のタイトルもそこから来ている。また、隊員の持つスペース・レシーバーは、通信や情報処理機能のほかに、地球と地球支部を行き来できる瞬間移動機能も兼ね備えている。ただし、移動する瞬間を関係者以外に目撃されてしまうと、その隊員はパトロール隊での記憶を消され、元の生活に戻らされてしまう。パトロール隊での1時間は地球時間の1分に相当するため、地球人としての日常生活にはそれほど支障が無い、とされる。人差し指と小指のみを立てた右手（影絵の狐の手）を頭の横に構える、独特の敬礼ポーズがある。後に、さらにそれを派手にした「宇宙パトロール隊こころえ」というものが作られた。
訓練生は支部からの呼び出しにより任務が与えられ、達成すると成績ポイントが与えられる。反対に任務に失敗したり、呼び出しに応じないと減点される。訓練生全員の成績一覧は、支部に設置してある星型のホログラムを使った、グラフ状の立体成績表で常に公表されている。

## 書誌情報
- 山本ルンルン『宇宙の白鳥』ポプラ社、既刊3巻（2007年8月現在）
  1. 2006年11月発行、ISBN 4-591-09490-1
  2. 2007年4月発行、ISBN 4-591-09756-0
  3. 2007年8月発行、ISBN 4-591-09878-8